# Мерлен, Жан-Батист Габриэль
Жан-Батист Габриэль Мерлен (фр. Jean-Baptiste Gabriel Merlin; 1768—1842) — французский военный деятель, бригадный генерал (1809 год), барон (1809 год), участник революционных и наполеоновских войн. Младший брат политика времён Революции Антуана Мерлена, и старший брат генерала Кристофа Мерлена.

## Биография
Поступил на службу в качестве солдата в Королевский шотландский кавалерийский полк (будущий 10-й кавалерийский) 13 августа 1787 года и 10 марта 1792 года был назначен вторым лейтенантом в 1-м драгунском полку. Сражался в рядах Арденнской, Самбро-Маасской и Рейнской армий.
21 апреля 1794 года в деле между Мобёжем и Бомоном со своей ротой разгромил легион эмигрантов, известный как Бьон. По докладу представителя народа Лорана, Мерлен производится Комитетом общественного спасения в капитаны 7-го драгунского полка.
Затем Жан-Батист выполнял функции коменданта Версальской школы верховой езды. 27 июня 1795 года произведён в командиры эскадрона Легиона полиции, созданного для обеспечения порядка в Париже. Впоследствии легион был переименован в 21-й драгунский полк. 26 июля 1797 года Мерлен был переведён в Гвардию Директории в должности командира кавалерии. Со своими конными гренадерами участвовал в перевороте 18-го брюмера. 20 ноября 1799 года был произведён новым консулом Бонапартом в полковники, и поставлен во главе 8-го кавалерийского полка (с 24 сентября 1803 года – 8-й кирасирский). Служил в рядах Рейнской армии. 19 июня 1800 года отличился при переходе через Дунай, за что получил поздравительное письмо от генерала Лекурба.
Принимал со своим полком участие в кампании 1805 года в рядах Итальянской армии маршала Массена, действуя в составе дивизии генерала Пюлли. В ноябре 1806 года все четыре кирасирских полка из Италии были переброшены в расположение Великой Армии. В составе 2-й бригады генерала Фуле 3-й дивизии тяжёлой кавалерии генерала Эспаня участвовал Польской кампании 1807 года. Был при осаде Данцига. 10 июня 1807 года в сражении при Гейльсберге отличился в знаменитой атаке под руководством принца Мюрата, причём остался единственным не получившим ранение полковым командиром своей дивизии.
Последней боевой кампанией Мерлена стала Австрийская кампания 1809 года. 21 мая Жан-Батист отличился в сражении при Эсслинге, где был ранен картечью в бедро и получил самые лестные слова в свой адрес от Наполеона. 5 июня 1809 года был произведён в бригадные генералы.
24 декабря 1810 года назначен командующим департамента Йонна. С 9 июня 1812 года по 21 июля 1815 года выполнял аналогичные функции в департаменте Орн.
После второй Реставрации Бурбонов Мерлен был назначен 18 ноября 1818 года комендантом Страсбурга. 20 июня 1821 года вышел в отставку. После Июльской революции 1830 года, 22 марта 1831 года был определён в резерв Генерального штаба. Однако уже 1 мая 1832 года окончательно вышел в отставку.
Умер 27 января 1842 года в возрасте 73 лет.

## Воинские звания
- Второй лейтенант (10 марта 1792 года);
- Капитан (5 июля 1794 года);
- Командир эскадрона (27 июня 1795 года);
- Полковник (20 ноября 1799 года);
- Бригадный генерал (5 июня 1809 года).

## Титулы

Герб барона.

- Барон Мерлен и Империи (фр. baron Merlin  et de l'Empire; декрет от 19 марта 1808 года, патент подтверждён 28 января 1809 года)[2].

## Награды
Легионер ордена Почётного легиона (11 декабря 1803 года)
 Офицер ордена Почётного легиона (14 июня 1804 года)
 Кавалер военного ордена Святого Людовика (5 октября 1814 года)